# جوشوا براون
جوشوا براون (بالإنجليزية: Joshua Brown)‏ هو مؤرخ أمريكي، ولد في 13 يوليو 1949.